# Crossfunding
O termo Crossfunding foi criado para representar um modelo de captação de fundos para projetos culturais que cruza a captação tradicional com empresas e o modelo de crowdfunding, ou financiamento coletivo. O modelo é usado para a arrecadação de verba para projetos pequenos e médios, ainda em estágios embrionários, e busca unir as qualidades e vantagens de cada um dos dois modelos de capação e trazer vantagens às três partes envolvidas: proponentes de projetos, empresas e público.

## Origem
O financiamento coletivo de projetos e causas é uma tipo de iniciativa antiga, que pode ser vista em ações filantrópicas e até em organizações como cooperativas, ONG’s e associações. Essas iniciativas ganharam força quando entraram no universo da internet, aumentando drasticamente o alcance e impacto desse tipo de campanha. O crowdfunding então, se tornou uma alternativa que excluía a necessidade de empresas financiarem produtores. 
O modelo foi entendido como algo funcional, e a opção se provou viável. Entretanto, alguns grupos observaram que os dois modelos de captação não necessariamente devem ser excludentes, e que é possível que um projeto conte com apoios de Pessoa Física e Jurídica para ser financiado.
Dessa maneira surgiu o Crossfunding, que busca viabilizar projetos unindo os pontos positivos de cada um dos modelos.

## Vantagens e pontos positivos
As duas maneiras de captação atuam de forma complementar no modelo de Crossfunding, e trazem benefícios ao projeto que vão além da parte financeira. O financiamento coletivo movimenta menos dinheiro, e traz investimentos individuais menores do que empresas, entretanto ele cria uma validação social para o projeto em questão, uma vez que um grupo de pessoas se mobilizou em prol dessa causa. Essa validação torna-se um argumento quando o projeto é apresentado para uma empresa, que já pode analisar uma ideia conhecendo seu público, tanto em perfil como em tamanho. É uma maneira de empresas identificarem em projetos públicos de interesse compartilhados, e assim realizarem investimentos mais pontuais.

## Leis de Incentivo
No Brasil existem leis de incentivo fiscal, tais como a Lei Rouanet, ou a Lei do Audiovisual, que permitem que pessoas e empresas destinem parte do seu imposto para projetos de diversos tipos, como culturais, esportivos e ligados a criança e ao adolescente. Alguns sites de crowdfunding, como por exemplo o Partio, adaptaram as ferramentas usadas pelas plataformas de financiamento coletivo para aceitarem apoios por esse tipo de lei. Isso facilitou o processo para a Pessoa Física, e foi um dos primeiros passos para a evolução do conceito de financiamento coletivo para o Crossfunding.